# Samsung Intensity II
Le Samsung SCH-U460 est un  téléphone mobile à messagerie texte à curseur latéral. Il a été publié le 29 juillet 2010 sur Verizon Wireless.
Il existe également un modèle plus récent de ce téléphone appelé Samsung Intensity 3 (SCH-U485). C'est le modèle actuel de la série.

## Caractéristiques
Les fonctionnalités du SCH-U460 comprennent : un clavier QWERTY, Bluetooth, lecteur MP3, des SMS et un appareil photo 1,3 MP, une messagerie instantanée mobile (IM) et un e-mail. Il n'a pas de caméra vidéo. Le téléphone dispose également d'un emplacement pour carte Micro SD accessible sur le côté. Le téléphone dispose également d'un port USB sur le côté qui a pu être utilisé avec le chargeur fourni avec le téléphone.